# Mareil-Marly
Mareil-Marly település Franciaországban, Yvelines megyében. Lakosainak száma 3984 fő (2022. január 1.). Mareil-Marly L’Étang-la-Ville, Marly-le-Roi, Le Pecq és Saint-Germain-en-Laye községekkel határos.

## Népesség
A település népességének változása:
| Lakosok száma | 3542 | 3524 | 3642 | 3448 | 3447 | 3677 | 3669 | 3826 | 3984 |
|               | 2013 | 2015 | 2016 | 2017 | 2018 | 2019 | 2020 | 2021 | 2022 |